# Calceolaria sonchensis
Calceolaria sonchensis är en toffelblomsväxtart som beskrevs av Francis Whittier Pennell och Edwin. Calceolaria sonchensis ingår i släktet toffelblommor, och familjen toffelblomsväxter. Inga underarter finns listade i Catalogue of Life.